# Chiridius polaris
Chiridius polaris är en kräftdjursart som beskrevs av Wolfenden 1911. Chiridius polaris ingår i släktet Chiridius och familjen Aetideidae. Inga underarter finns listade i Catalogue of Life.